# Lijst van voormalige commanderijen van de Orde van Malta

De vlag van de Orde

De ridders van de Orde van Sint Jan van Jeruzalem, Rhodos en Malta, of kortweg de Orde van Malta woonden in commanderijen verspreid over heel Europa.
De Orde was onderverdeeld in acht Langues, nationaliteiten. Namelijk: Aragon, Auvergne, Castilië, Duitsland, Engeland, Frankrijk, Italië en de Provence. Zo'n langue had enkele grootcommanderijen, die weer waren onderverdeeld in balijen.

## Langue van Aragon

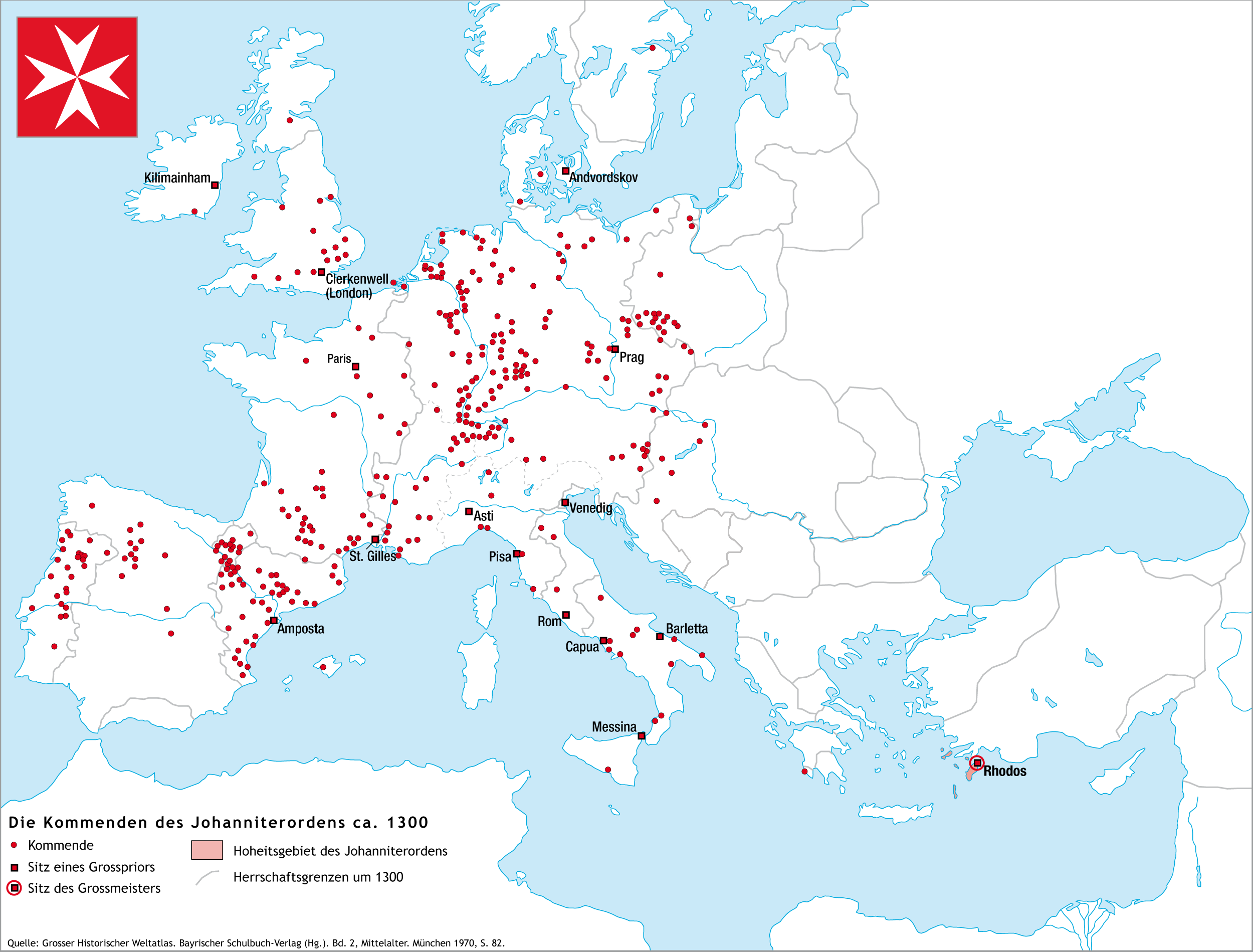
Kaart van commanderijen van de Orde in Europa

### Aragon
- Amposta, zetel van de grootprior
- Palma de Mallorca

...

### Navarra
...

## Langue van Auvergne

### Grootpriorij van Auvergne
- Ambert
- Arches
- Authezat
- Billom
- Bourganeuf, zetel van de grootprior, na 1750 Lyon
- Brioude
- Carlat
- Celles, voorheen bezit van de Tempeliers
- Cohade
- Combronde
- Compesières (1270-1792) Zwitserland
- Condat
- Contigny
- Courpière

- Chanonat
- Charbonnier
- Charroux
- Cisternes-la-Forêt
- Clermont-Ferrand
- Dienne
- Fournoulès
- Giou-de-Mamou

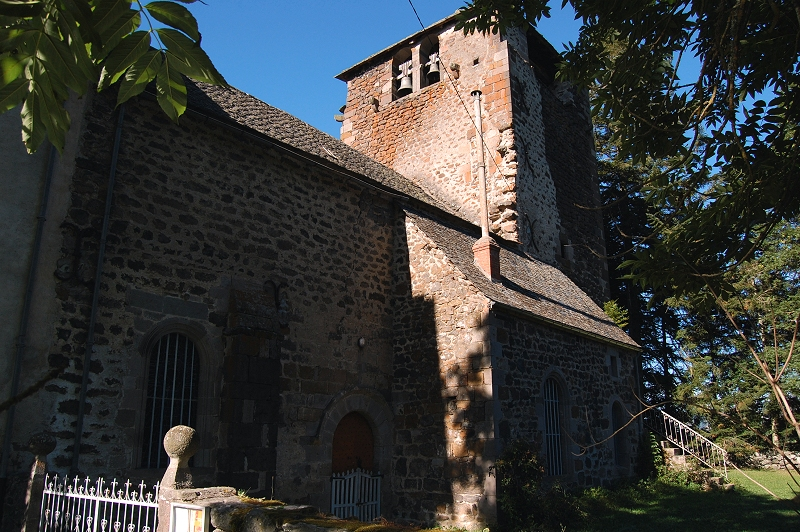
De nog overeind staande kerk van de priorij van Celles.

- La Chaux (1315-ca. 1539), voorheen bezit van de Tempeliers, Zwitserland
- Langeac
- Liernolles
- Lureuil
- La Mayet-d'École
- Mazoires
- Montfalcon
- Paulhac
- Saint-Étienne-de-Fursac
- Saint-Flour
- Saint-Germain-de-Salles
- Saint-Pourçain
- Saint Simon
- Salers
- Tauves
- Tortebesse
- Tralaigues
- Vebret
- Vichy
- Ydes

## Langue van Castilië

### Grootpriorij van Portugal
- Aboim
- Algoso
- Amieira
- Barrô
- Belver
- Chavāo
- Covilha
- Coimbra
- Faia
- Flor da Rosa
- Fontelo
- Leça do Bailio
- Montenegro
- Mouro Morta
- Oliveira do Hospital
- Oleiros
- Marin Puerto Spanje
- Poiares
- Santa Marta Penaguião
- Sertã
- Santarem
- Sobral
- Távora
- Trancoso
- Veracruz

### Grootpriorij van Castilië

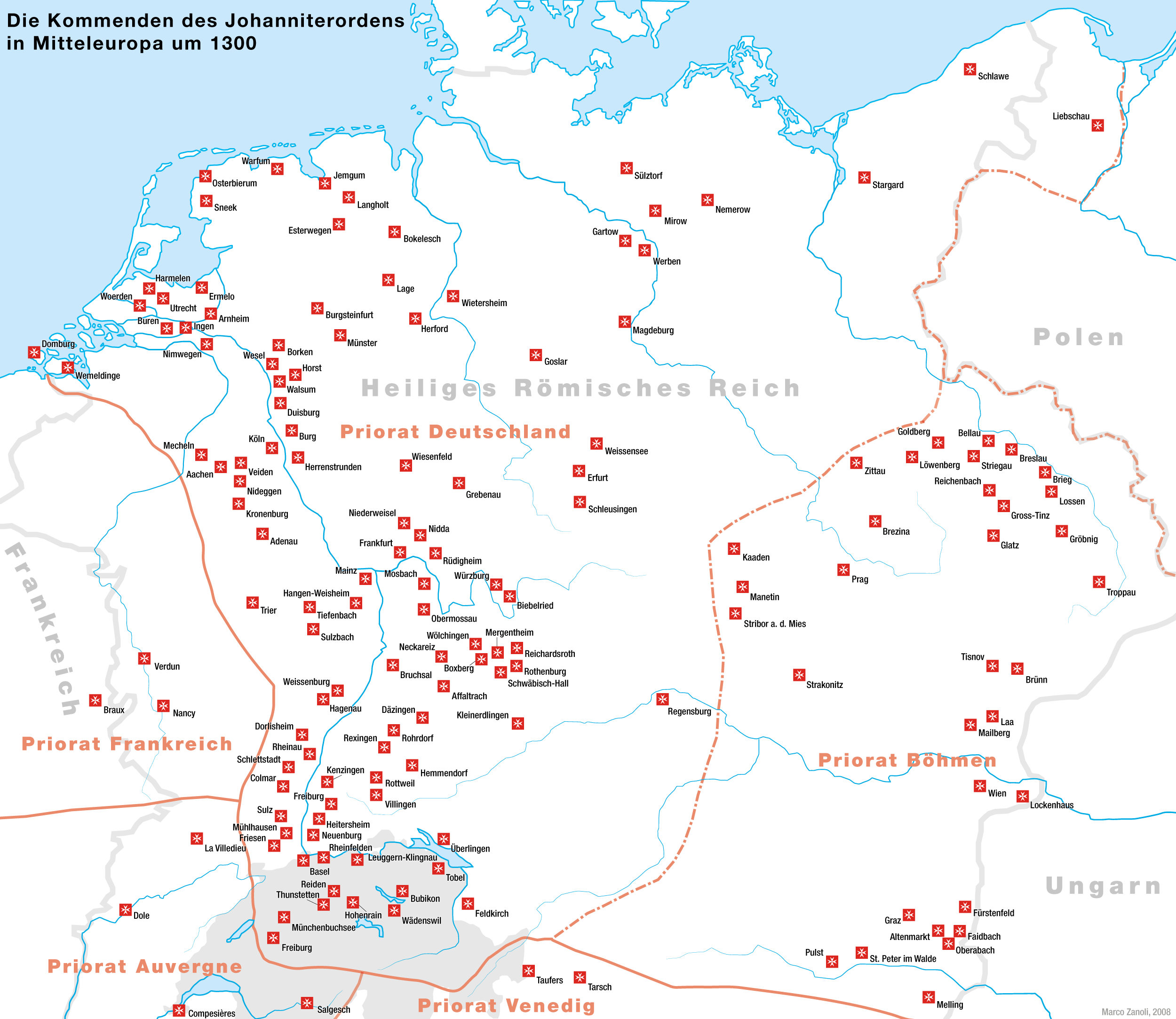
Vestigingen van commanderijen in Duitsland

- Toledo, zetel van de grootprior

...

## Langue van Duitsland

### Grootpriorij van Bohemen en Oostenrijk

#### Bohemen
- Brezina
- Český Dub
- Kadaň
- Manětín
- Pfaden
- Ploskovice
- Praag
- Strakonice
- Stříbro

#### Moravië
- Brno
- Dívčí Hrad
- Tisnov

#### Silezië
- Beilau
- Breslau
- Brzeg
- Dzierżoniów
- Glatz
- Głubczyce
- Lwówek Śląski
- Oleśnica Mała
- Troppau
- Striegau
- Velký Týnec
- Zadní Bor

#### Lausitz
- Zittau
- Hirschfelde

#### Aartshertogdom Oostenrijk
- Mailberg
- Laa an der Thaya
- Lockenhaus
- Wenen

#### Binnen-Oostenrijk
- Altenmarkt
- Feldbach
- Fürstenfeld
- Graz
- Komenda
- Melling
- Marburg
- Pulst
- Übersbach

### Grootpriorij van Duitsland

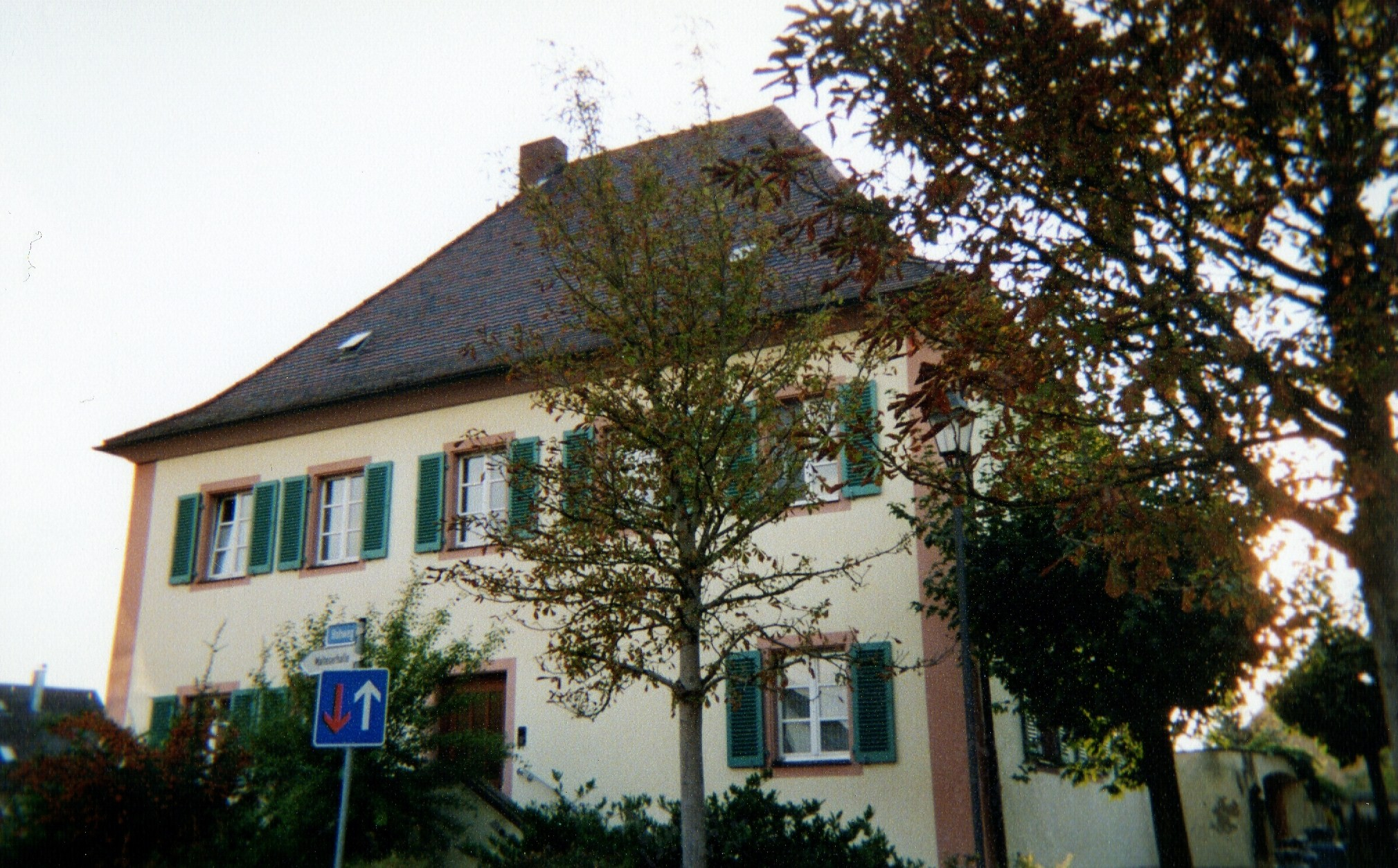
Ambtswoning van de commandeur van Heitersheim.

- Heitersheim
- Überlingen
- Rüdigheim (Neuberg)

#### Franken
- Reichardsroth
- Rothenburg op der Tauber
- Würzburg
- Biebelried
- Mergentheim
- Schwäbische Hall

#### Thüringen
- Weißensee

#### Ballij Brandenbrug
- Braunschweig, voorheen Tempeliers
- Garlow
- Goslar
- Lage
- Lagow
- Lietzen, voorheen Tempeliers
- Mirow
- Nemerow
- Quartschen, voorheen Tempeliers
- Rörchen
- Schlave
- Schivelbein
- Schwiebus
- Sonnenburg, zetel van de meesters van de Ballij Brandenburg
- Stargard
- Sülzdorf
- Süpplingenburg, voorheen Tempeliers
- Tempelhof, voorheen Tempeliers
- Tempelburg, voorheen Tempeliers
- Werben
- Wietersheim
- Wildenbruch
- Zielenzig
- Zachan

#### Nederrijn
- Burg an der Wupper
- Herrenstrunden
- Keulen
- Niederbreisig

#### Westfalen

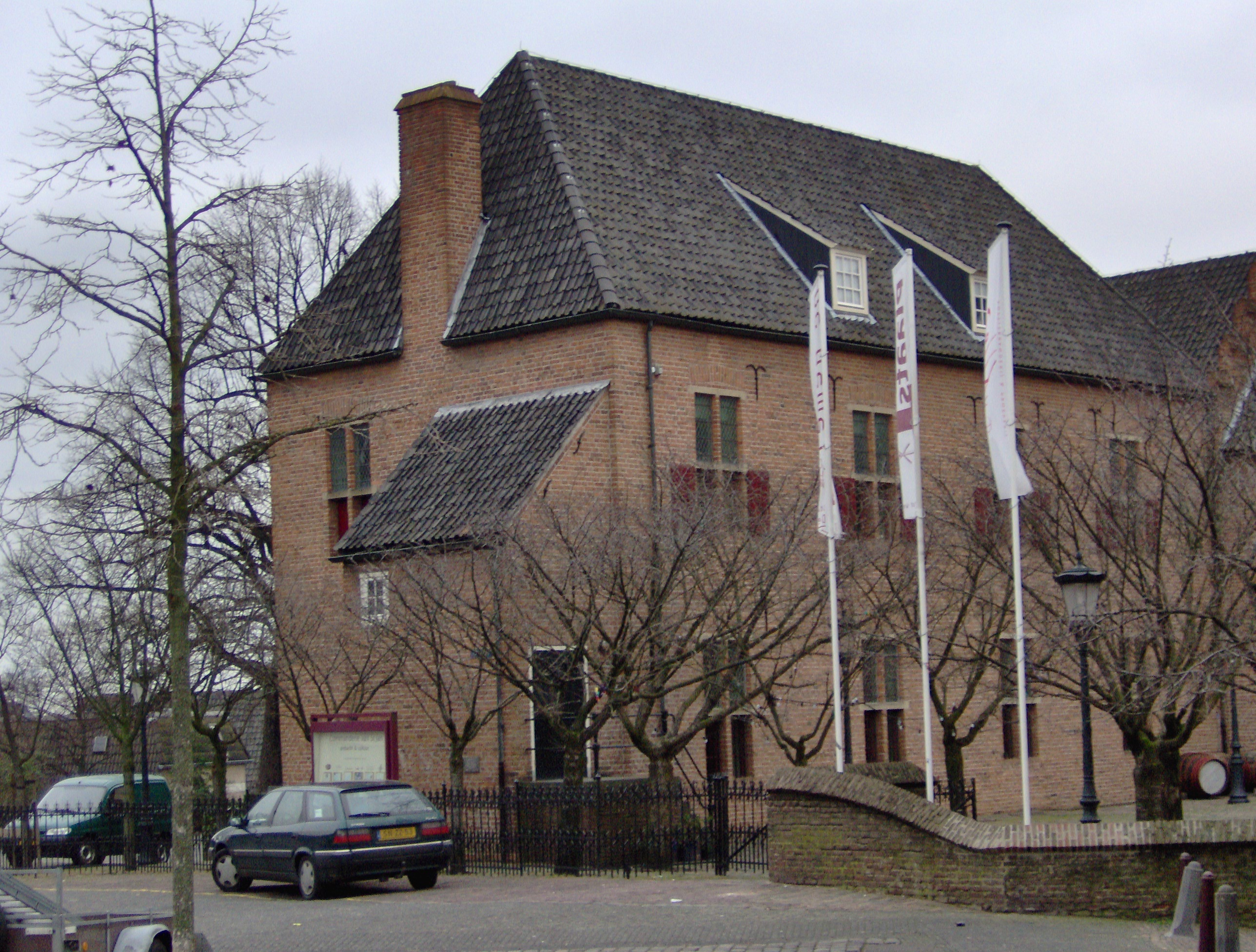
De commanderij van de Orde in Nijmegen

- Münster
- Herford

#### Nederland
- Arnhem
- Buren
- Dünebroek
- Ermelo
- Haarlem
- Harmelen
- Ingen
- Kerkwerve
- Mechelen
- Middelburg
- Nijmegen
- Montfoort
- Sint-Jan ten Heere
- Sneek
- Utrecht
- Waarder
- Wemeldinge
- Woerden

#### Nedersaksen

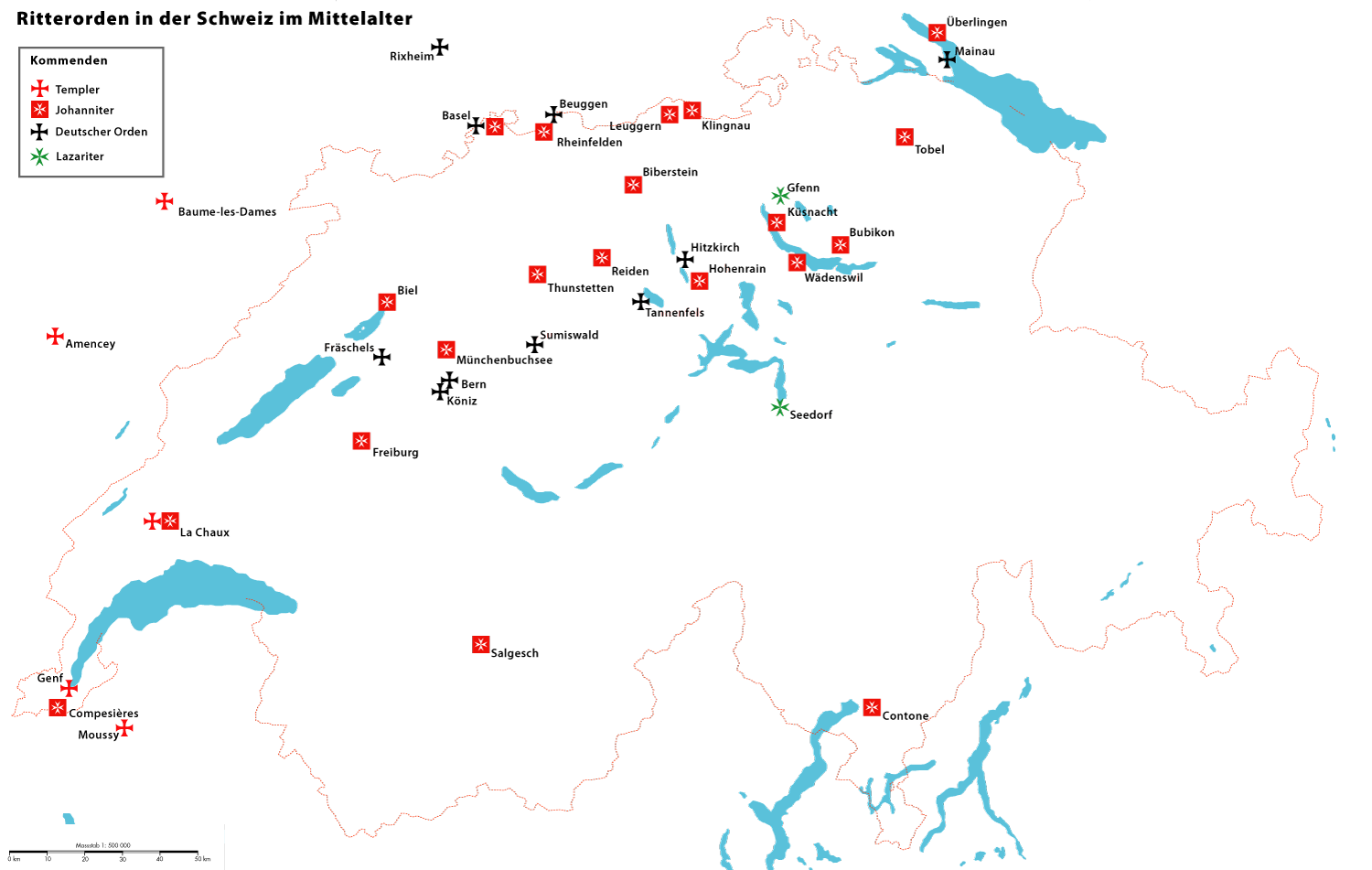
Kaart van nederzettingen van Ridderorden in Zwitserland

- Esterwegen
- Jemmingen
- Langholt
- Wymeer

#### Zwitserland
- Bazel
- Bubikon
- Biberstein
- Biel
- Contone
- Fribourg
- Hohenrain
- Klingnau
- Küsnacht
- Leuggern
- Münchenbuchsee
- Reiden
- Rheinfelden
- Salgesch
- Thunstetten
- Tobel
- Wädenswill

#### Elzas
- Soultz-Haut-Rhin
- Sélestat

...

### Grootpriorij Hongarije
- Buda
- Bjelovar, (huidig Kroatië)
- Csurgó
- Gran
- Severin
- Székesfehérvár

...

### Grootpriorij Polen
...

### Grootpriorij Dacia (Denemarken)
- Antvorskov, zetel van de grootprior
- Eskilstuna
- Odense
- Schleswig
- Viborg

...

## Engelse Langue

### Grootpriorij van Engeland
- Buckland Dinham
- Chester
- Clerkenwell, Londen, zetel van de grootprior
- Kingston upon Hull
- Salisbury
- Slebech
- Taunton
- Trebeigh, Cornwall

...

### Grootpriorij Schotland
- Edinburgh, zetel van de grootprior

### Grootpriorij van Ierland
- Cork
- Kailimainham, zetel van de landcommandeur
- Ballyhack

...

## Langue van Frankrijk

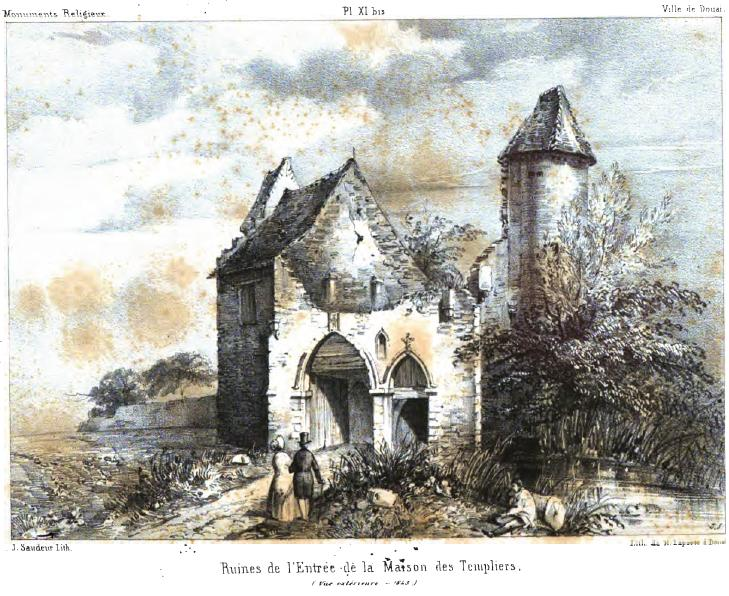
De ruïne van de commanderij van Dowaai halverwege de 19e eeuw.

### Grootpriorij Frankrijk
- Alençon
- Amiens
- Beauvais
- Corbeil, zetel van de landcommandeur 1225-1311
- Dowaai, tot 1307 eigendom van de Tempelorde
- Kaaster
- Luxeuil-les-Bains, zetel van de landcommandeur voor 1246
- Noyon
- Parijs, zetel van de landcommandeur 1179-1225 en vanaf 1311
- Slijpe
- Tienen

...

### Grootpriorij Aquitanië
- Bordeaux
- Lavaufranche
- Poitiers, zetel van de landcommandeur vanaf 1311

...

### Grootpriorij Champagne
- Chantraine
- Piéton
- Villers-le-Temple, voorheen Tempeliers

...

## Langue van Italië

### Grootpriorij van Barletta
- Bari
- Barletta, zetel van de grootprior
- Brindisi

...

### Grootpriorij van Capua
- Capua, zetel van de grootprior
- Napels
- Salerno
- Torre di Mare

...

### Grootpriorij Sicilië
- Butera
- Drosi
- Gela
- Melicuccà
- Messina, zetel van de grootprior

...

### Grootpriorij van Rome
- Orvieto
- Rome, zetel van de grootprior

...

### Grootpriorij van Pisa
- Alberese
- Pisa, zetel van de grootprior

...

### Grootpriorij van Lombardije
- Asti, zetel van de grootprior
- Genua
- Milaan
- Contone

...

### Grootpriorij van Venetië
- Bologna
- Faenza
- Venetië, zetel van de grootprior

...

## Langue van Provence

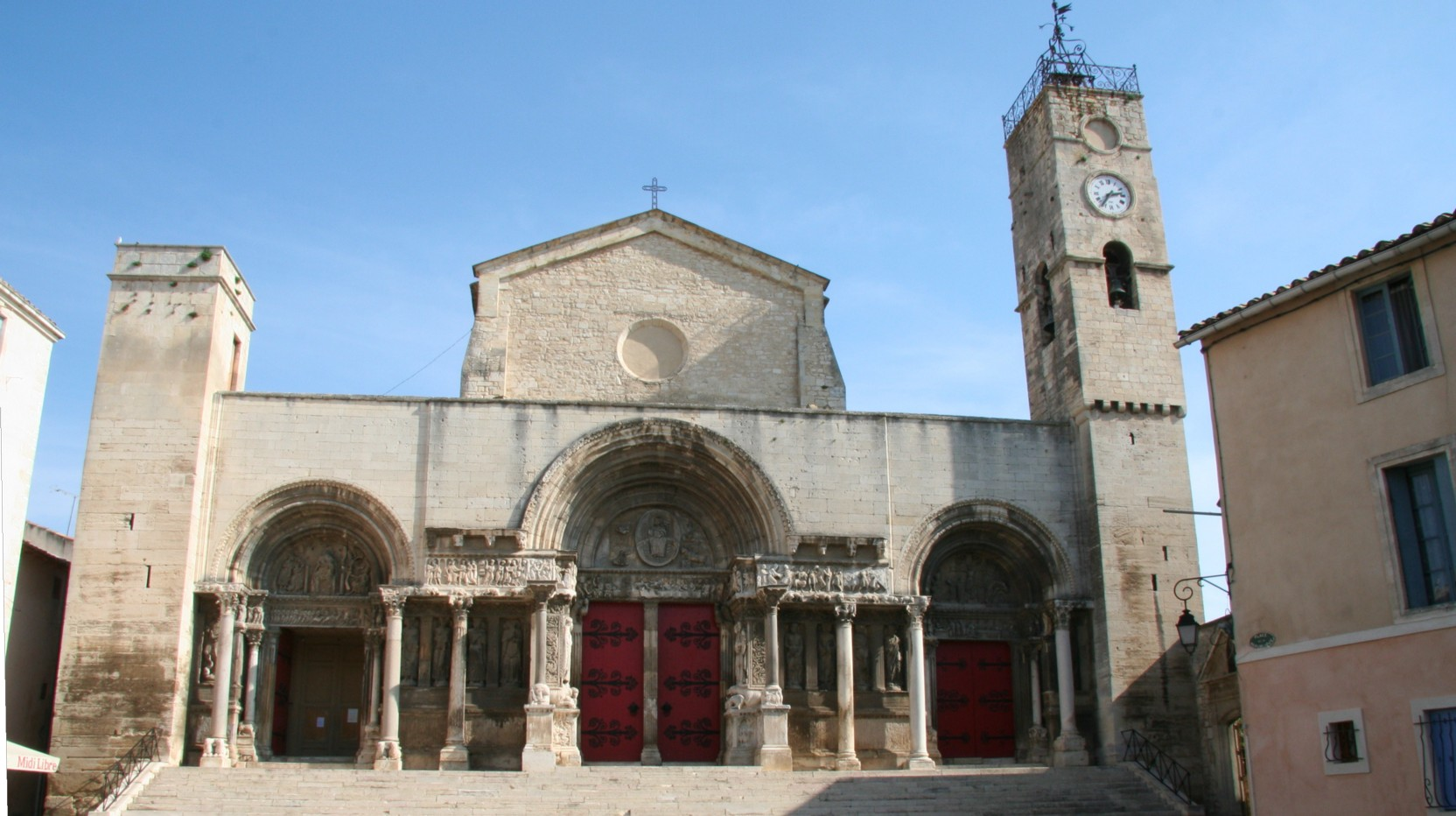
Portaal van de abdijkerk van de Orde in Saint-Gilles.

### Grootpriorij van Saint-Gilles
- Avignon
- Aix-en-Provence
- Béziers
- Montpellier
- Narbonne
- Nice
- Perpignan
- La Croix-sur-Roudoule
- Marseille
- Saint-Gilles, zetel van de grootprior vanaf 1118

...

### Grootpriorij van Toulouse
- Andrivaux
- Assier, voorheen Tempeliers
- Bonnefare
- Combarachenes
- Condat
- Montguiard
- Saint-Avit de Fumadière
- Saint-Nexans
- Sarjeac
- Soulet
- Toulouse, zetel van de grootprior

...